# 거문고자리 베타
거문고자리 베타(β Lyrae, β Lyr)는 거문고자리 방향에 있는 다중성계이다. 히파르코스 임무 중 얻은 시차 수치에 따르면 베타별은 태양으로부터 약 960 광년 떨어져 있다.
이 별은 맨눈에 광점 하나처럼 보이나 실제로는 겉보기등급 +14.3 이상의 항성 여섯 개로 이루어져 있다. 거문고자리 베타 A 명칭을 받은 가장 밝은 구성원은 그 자체가 다시 삼중성계로 식쌍성계 Aa와 단독성 Ab로 구성되어 있다. 식쌍성계 Aa의 구성원 둘은 거문고자리 베타 Aa1(항성계의 전통적 명칭 셸리아크 Sheliak를 공식 명칭으로 부여받았음)과 Aa2이다. 계의 나머지 구성원 다섯(거문고자리 베타 B, C, D, E, F)은 현 시점에서 모두 단독성으로 추정된다.

## 명명법
거문고자리 베타(β Lyrae)는 이 항성계를 바이어 명명법(요한 바이어가 1603년 우라노메트리아에서 창안)으로 표기한 명칭이다. WDS J18501+3322는 워싱턴 이중성 목록에 등재된 명칭이다. 거문고자리 베타 A, B, C(또는 WDS J18501+3322A, B, C)와 WDS J18501+3322D, E, F 그리고 A를 이루는 구성원들의 이름인 거문고자리 베타 Aa, Aa1, Aa2, Ab는 워싱턴 다중성 목록(Washington Multiplicity Catalog, WMC)이 정한 방식에서 유래한 명칭이며 국제천문연맹이 채택했다.
거문고자리 베타의 고유명칭 셸리아크(가끔 셸리야크 또는 실리아크로도 불림)는 이슬람 천문학에서 거문고자리를 부르는 이름들 중 하나인 아랍어 الشلياق '실리야크' 또는 '알 실리야크'에서 유래했다. 국제천문연맹 산하 항성명칭실무단(WGSN)은 고유명칭을 계 전체가 아닌 구성원 하나하나에 별개로 붙이기로 했다. 2016년 8월 21일 WGSN은 거문고자리 베타 Aa1에 셸리아크(Sheliak)를 부여했으며 이 명칭은 현재 IAU 공인 항성명칭 목록에 포함되어 있다.
동아시아 천문학에서 거문고자리 베타는 점태(漸台)에 속해 있다. 점태는 거문고자리 델타2, 감마, 요타로 이루어져 있는데 이들 중 베타 하나만을 일컫는 명칭은 점태2(漸台二)이다.

## 특징
거문고자리 베타 Aa는 분광형 B6-8의 주성과, 주성과 같은 B형으로 추정되는 반성으로 이루어진 반분리형 쌍성계이다. Aa 계에서 가벼운 쪽인 주성은 과거에 반성보다 질량이 컸으며 이로 인해 먼저 주계열을 이탈하여 거성이 되었다. 두 별은 가깝게 붙어 있기 때문에 거성이 된 별은 자신의 로슈엽을 채운 뒤 갖고 있던 질량의 대부분을 반성으로 넘겨줬다.
현 시점에서 주성보다 질량이 커진 반성은 이 질량 이동으로 생긴 강착원반에 둘러싸여 있으며 원반면에 대해 수직 방향으로, 제트 비슷한 쌍극분출을 보여주고 있다. 이 강착원반은 반성을 가려 우리 눈에 보이지 않게 하며, 반성의 겉보기 광도를 낮춰 분광형이 무엇인지를 정확히 알아내기 어렵게 만든다. 반성으로 이동하는 물질의 양은 대략 연간 태양 질량의 2 × 10−5 배로(다르게 표현하면 5만 년 동안 태양 1 개와 맞먹는 물질이 이동하는 것이다.) 이로 인해 공전 주기가 1년에 약 9 초씩 길어지고 있다. 거문고자리 베타의 스펙트럼에는 강착원반이 만드는 방출선들이 나타난다. 이 원반은 계 밝기의 약 20 %를 만들어낸다.

## 밝기 변화

서로 가까이 붙어 있는 식쌍성계의 밝기가 어떻게 변화하는지를 보여주는 모형.

1784년 영국 아마추어 천문학자 존 구드릭은 이 계의 밝기가 변화하는 것을 발견했다. 베타 계의 궤도면은 지구로부터의 시선 방향과 거의 일치하게 놓여 있기 때문에 계를 구성하는 두 항성은 주기적으로 서로를 가린다. 이 때문에 거문고자리 베타의 겉보기등급은 공전 주기 12.9414 일에 걸쳐 +3.2에서 +4.4까지 변화하며 타원체 '접촉' 식쌍성의 원형 별이기도 하다.
계의 구성원 둘은 매우 가까워서 광학 망원경으로 분리하여 관측할 수 없어 분광쌍성으로 분류된다. 2008년 카라 선열 간섭계와 미시간 적외선 결합기를 이용하여, 근적외선 H 대에서 계의 주성과, 반성에 둘린 강착원반을 분리 관측했으며 최초로 계의 궤도요소들을 계산해 냈다.
규칙적인 식현상 외에도 베타 계는 밝기에 보다 작고 느린 변화들이 나타나는데 이는 강착원반에서의 변화에 기인한 것으로 생각되며 분광선(특히 방출선)들의 프로파일과 강도가 변화하는 현상이 동반된다. 이 변화는 규칙적이지는 않으나 282 일 주기를 지닌다.

## 동반 천체
거문고자리 베타 외에 동반 천체 여럿도 천체목록에 실렸다. 거문고자리 베타 B는 각거리상으로 주성으로부터 45.7" 떨어져 있으며 분광형은 B7 V에 겉보기 등급은 +7.2이고 쌍안경으로 쉽게 볼 수 있다. B의 광도는 태양의 약 80 배이다. B는 1962년 공전주기 4.348 일의 분광쌍성으로 인식되었으나 분광쌍성궤도목록(Catalog of Spectroscopic Binary Orbits)의 2004년 SB9 판에서 거문고자리 베타가 삭제되었기에 지금은 단독성으로 여겨진다.
다음으로 밝은 동반 천체들은 거문고자리 베타 E와 F이다. E의 겉보기 등급은 10.1v, 각거리는 67"이며 F의 겉보기 등급은 10.6v, 각거리는 86"이다. 두 별은 화학적으로 특이한 별로 둘 다 Ap 별로 등재되어 있다. 다만 종종 F를 Am 별로 분류하기도 한다.
워싱턴 이중성 목록에는 더 어두운 반성 C와 D 둘이 수록되어 있으며 이들은 주성으로부터 각각 47", 64"만큼 떨어져 있다. 구성원 C는 지금까지 밝기가 1 등급을 넘게 변화해 왔으나 변광의 유형은 밝혀지지 않았다.
구성원 A, B, F 셋은 거문고자리 베타로부터 거의 같은 거리만큼 떨어져 있고 함께 움직이기 때문에 같은 성군(星群)의 구성원들로 생각되며, 나머지는 그저 우연히 같은 방향에 놓여 있는 것으로 보인다. 2차 가이아 데이터 방출(Gaia DR2)로 얻은 측성자료를 분석한 결과 거문고자리 베타 근처에 대략 100 개의 항성들(베타로부터 거의 비슷한 거리에 놓여 있다.)로 이루어진 성군이 있음이 드러났다. 이 별들의 무리는 '가이아 8'로 명명되었다. 이 성군의 구성원들은 모두 주계열성이며, 별들의 나이는 전향점이 나타나지 않아 정확히 계산할 수는 없으나 3천만 ~ 1억 년 사이로 추정된다. 성군 구성원들의 Gaia DR2 시차 평균값은 3.4 밀리초각이다.
가이아 우주선은 베타 계 구성원들(WDS에 수록)의 자료를 아래와 같이 제공했다.
| 구성원 | 분광형 | 겉보기등급 (G) | 고유운동       | 고유운동        | 시선속도 (km/s) | 연주시차 (mas)  | Simbad |
| 구성원 | 분광형 | 겉보기등급 (G) | 적경 (mas/yr)  | 적위 (mas/yr)   | 시선속도 (km/s) | 연주시차 (mas)  | Simbad |
| ------ | ------ | -------------- | -------------- | --------------- | --------------- | --------------- | ------ |
| A      | B7Ve   | 3.25 – 4.36    | 1.569 ± 0.582  | -2.523 ± 0.594  | 2.20 ± 0.7      | 1.0851 ± 0.3398 | [ 1 ]  |
| B      | B7V    | 7.19           | 4.373 ± 0.087  | -0.982 ± 0.098  | -14 ± 5         | 3.0065 ± 0.0542 | [ 13 ] |
| C      | B2     | 13.07          | -1.936 ± 0.024 | -1.824 ± 0.030  | ?               | 0.2384 ± 0.0151 | [ 14 ] |
| D      | K3V    | 14.96          | -0.108 ± 0.062 | -17.792 ± 0.074 | ?               | 0.8378 ± 0.0368 | [ 15 ] |
| E      | G5     | 9.77           | 1.649 ± 0.051  | 0.719 ± 0.053   | 1.4             | 1.6209 ± 0.0339 | [ 16 ] |
| F      | G5     | 10.10          | 1.258 ± 0.047  | -3.793 ± 0.052  | -16.83 ± 1.41   | 3.5222 ± 0.0307 | [ 17 ] |

1. ↑  Gaia DR2가 제공한 거문고자리 베타 A의 측성학적 품질은 '최악'(terrible)으로 간주된다.[9]